# Anton von Ortenburg

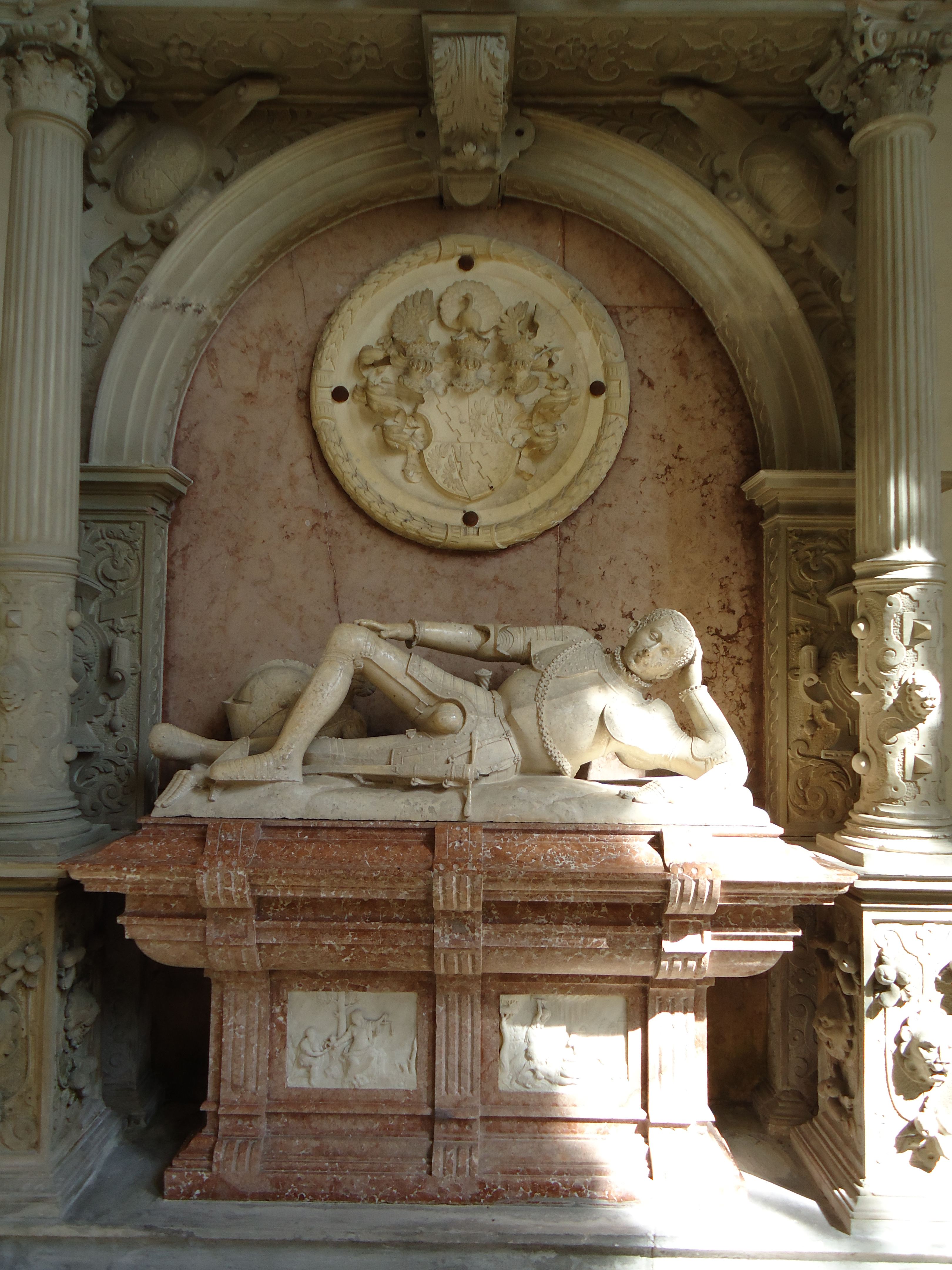
Graf Anton von Ortenburg, dargestellt auf seinem Grabmal von Hans Pötzlinger in der Marktkirche von Ortenburg.

Graf Anton von Ortenburg (* 5. September 1550 in Augsburg; † 23. Mai 1573 auf der Donau zwischen Regensburg und Kelheim) war kaiserlicher Reichshofrat und ernannter Pfleger des Amtes Heidenheim im Herzogtum Württemberg. Er war Teil des Netzwerkes aus Hochadeligen, mit dem sich Kurfürst Friedrich III. von der Pfalz umgab, um seine protestantische Politik abzusichern.

## Familie
Anton zu Ortenburg entstammte der Familie der Grafen von Ortenburg, die im Bereich des heutigen Niederbayern eine kleine, protestantische Grafschaft in einem überwiegend römisch-katholischen Umfeld führten, das vom Herzogtum Bayern dominiert wurde, mit dem sie in ständigem Konflikt lebten. Anton war der einzige Sohn des Grafen Joachim von Ortenburg und der Gräfin Ursula von Fugger von Kirchberg und Weißenhorn (* 21. April 1530; † 7. September 1570 in Neu-Ortenburg). Sein Vater hatte bereits eine umfangreiche humanistische Ausbildung mit Studienaufenthalten an italienischen Universitäten genossen und nahm das auch zum Vorbild für die Ausbildung des Sohnes.

## Ausbildung
Anton wurde im Sultzer-Haus, einem Teil des Fugger-Stadtpalastes, geboren. Bereits im Alter von fünf Jahren wurde Anton am 28. Oktober 1555 in der Universität Ingolstadt eingeschrieben, es hatte Tradition für seine Familie dort zu studieren. Am Unterrichtsbetrieb nahm er damals selbstverständlich noch nicht teil, vermutlich dann aber ab dem Alter von acht Jahren. Er wurde zusammen mit Maximilian Fugger (1550–1588), der später Komtur des Deutschen Ordens in Sterzing wurde, durch Hauslehrer unterrichtet, was auch die Sprachen Latein und Altgriechisch einschloss. Am 2. Februar 1559 wurde Sebastian Röttinger, der auf der Universität Wittenberg unter Philipp Melanchthon studiert hatte, als Präzeptor (Lehrer) für Anton engagiert. Im Jahre 1560 wurde über seinen Studienortswechsel nachgedacht, entweder nach Wittenberg oder nach Basel. Wittenberg wurde dabei bevorzugt, da dort der sächsische Adel studierte und dort auch Melanchthon unterrichtete. Nach einem kurzen Aufenthalt in Augsburg bei seinem Onkel Raymund Fugger kehrte Anton jedoch wieder nach Ingolstadt zurück. Der Unterricht wurde bis 1561 dort und anschließend an der Universität Bourges fortgesetzt. Auf der Reise dorthin traf er am 30. Juni 1561 in Genf auch mit dem Reformator Johannes Calvin zusammen. Wenige Tage später, am 10. Juli 1561, trafen sie sich erneut. Im Mai 1562 mussten Anton und seine Lehrer vor dem ausbrechenden Hugenottenkrieg nach Dole, dann nach Straßburg fliehen, hielten sich dort ein Jahr auf und kehrten dann an den Hof von Graf Joachim von Ortenburg in Mattighofen zurück. Ab 1563 ging die Auseinandersetzung zwischen seinem Vater und Herzog Albrecht V. von Bayern in einen offenen militärischen Konflikt über. Anton wich mit seinen Lehrern an die Universität Tübingen aus. Über die finanziellen Schwierigkeiten, die sich durch die Auseinandersetzung mit Bayern für seine Familie ergaben, halfen ihm die Brüder seiner Mutter aus der Familie der Fugger hinweg. Ulrich Fugger finanzierte ab Oktober 1564 das in Tübingen wieder aufgenommene Studium. Ab 1565 begann er mit seiner Kavalierstour und hielt sich zunächst in Paris auf, von wo aus er auch Teile von Nordfrankreich bereiste. Er erhielt Unterricht in französischer Sprache, Rechtswissenschaften, Tanzen, Fechten und Reiten. Erst 1567 kehrte er heim, schloss dann aber sofort eine Reise nach Italien an, wo er Italienisch lernte und die Universitäten von Padua und Siena besuchte. Auch hier wurde darüber hinaus das Land bereist.

## Karriere und Heirat
Zunächst strebte Anton eine Stelle am Reichskammergericht an. Das scheiterte allerdings mangels einer freien Stelle. Dafür erhielt er vom Kaiser eine Stelle am Reichshofrat und begab sich deshalb 1569 nach Wien. Seine Familie nahm, nachdem er nun beruflich etabliert war, Verhandlungen zu seiner Heirat auf. Ausgesucht wurde schließlich die Gräfin Dorothea von Hanau-Münzenberg (* 4. Februar 1556; † 5. September 1638), Tochter des bereits verstorbenen Grafen Philipp III. von Hanau-Münzenberg. Sie war nicht nur eine Nichte des Pfalzgrafen Friedrich III., sondern einer ihrer Vormünder, Wilhelm der Reiche von Nassau-Dillenburg, war ein enger Verbündeter des Pfalzgrafen, gerade in Angelegenheiten der Reformation. Die Ehe sollte so auch das Bündnis der Ortenburger Grafen mit einer der Vormächte der Reformation in Deutschland stärken und war so mittelbar gegen Bayern gerichtet. Dorothea hatte darüber hinaus eine ansehnliche Mitgift in Höhe von 10.000 Gulden zu bieten, während die Ortenburger in dieser Zeit wegen ihrer Auseinandersetzungen mit Bayern eher knapp bei Kasse waren und der von Anton als Reichshofrat geforderte Aufwand erhebliche Kosten verursachte – er musste z. B. eine eigene Kutsche und sechs Pferde vorhalten. Anton und Dorothea durften sich, bevor die Angelegenheit offiziell wurde, am Hof des pfälzischen Kurfürsten in Heidelberg im Mai 1570 sehen. Offiziell war Anton zum Reichstag in Speyer angereist. Die Heirat fand am 17. Juni 1571 auf Schloss Alt-Ortenburg statt. Die Feier dauerte vier Tage und kostete 8.000 Gulden.
Bei der knappen Kasse der Grafschaft Ortenburg war die kostenintensive Stelle für Anton als Reichshofrat auf Dauer nicht zu bezahlen. Sein Vater besorgte ihm deshalb die Stelle des Pflegers des Amtes Heidenheim. Zusammen mit seiner Frau reiste er auf der Donau von Wien aus nach Ulm, um die neue Stelle anzutreten.

## Tod

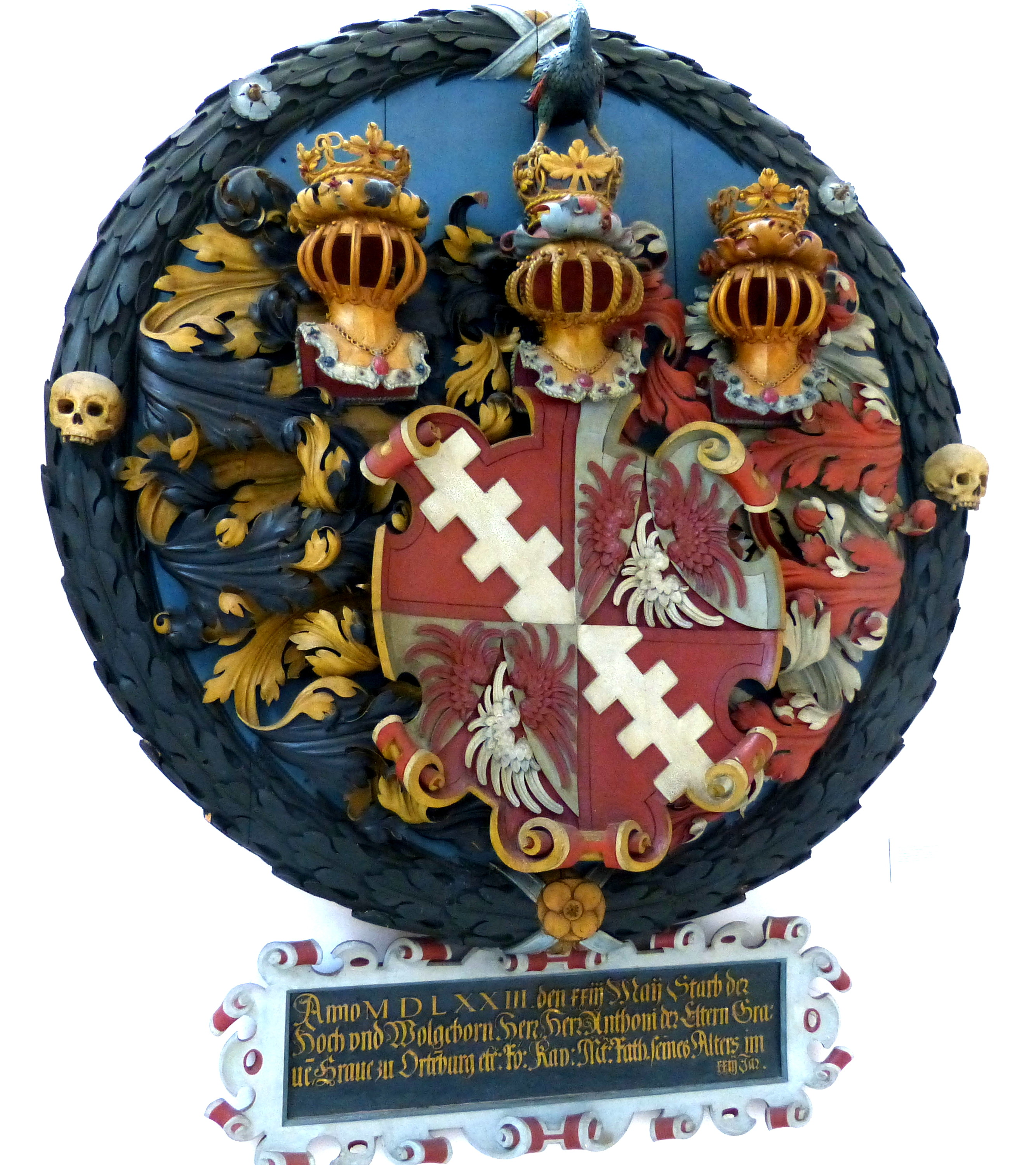
Totenschild des Grafen Anton von Ortenburg mit seinem Wappen

Auf dem Schiff zwischen Regensburg und Kelheim starb er am 23. Mai 1573 ganz plötzlich. Die Zeitgenossen gingen von einem Schlaganfall aus. Das Reichskammergericht hatte seinem Vater wenige Tage zuvor bestätigt, dass die Grafschaft Ortenburg reichsunmittelbar sei, und damit dem Grafen Joachim gemäß dem Augsburger Religionsfrieden das Recht erteilt, hier den Grundsatz Cuius regio, eius religio anzuwenden und im ganzen Land den evangelischen Gottesdienst – der bisher nur in der Schlosskapelle gehalten worden war – anzuordnen. Die Totenfeier für Anton war so zugleich der erste evangelische Gottesdienst seit 1563 in der Marktkirche in Ortenburg.
Postum wurde Graf Anton am 1. Dezember 1573 noch ein Sohn geboren, Friedrich, der aber nur vier Tage überlebte.
Sein Vater, Graf Joachim, ließ ihm 1574/75 durch den Bildhauer Hans Pötzlinger und den Steinmetz Christoff Stiber ein Renaissance-Grabmal in der Marktkirche von Ortenburg errichten.